# 三井不動産プライベートリート投資法人
三井不動産プライベートリート投資法人（みついふどうさんプライベートとうしほうじん）は、東京都中央区にある投資法人（私募リート）。スポンサーは三井不動産グループ。

## 概要
三井不動産グループの私募リートとして2011年に運用を開始した。資産運用会社は三井不動産投資顧問。
ポートフォリオは、三井不動産グループのパイプラインが中心である。2020年6月末日時点で、資産規模約3,384億円（取得価格ベース）、物件数52物件、資産構成はオフィスビル45.1%、アコモデーション施設（住宅）35.1%、商業施設8.1%、物流施設11.7%、投資主数167社、LTV水準約37%程度である。

## 沿革
- 2011年10月26日 - 設立企画人（三井不動産投資顧問株式会社）による投信法第69条に基づく設立にかかる届出
- 2011年11月1日 - 投信法第166条に基づく設立の登記、本投資法人の設立
- 2011年11月17日 - 投信法第188条に基づく登録の申請
- 2011年11月29日 - 内閣総理大臣による投信法第187条に基づく登録の実施（登録番号：関東財務局長第75号）

## ポートフォリオ
代表的な物件は以下の通り。
- 神保町三井ビルディング（東京都千代田区）
- パークアクシス代官山（東京都渋谷区）
- コナミスポーツクラブ本店西宮（兵庫県西宮市）
- 三井不動産ロジスティクスパーク横浜大黒（神奈川県横浜市）
- パークアクシス青山一丁目タワー（東京都港区）
- ゲートシティ大崎（東京都品川区）
- 東京ベイ・ファッションアリーナ（千葉県市川市）[3]
- 芝浦アイランドブルームタワー（東京都中央区）[4]
- MFPR六本木麻布台ビル（東京都港区）[5]